# Saint-Denis-des-Monts
Saint-Denis-des-Monts – miejscowość i gmina we Francji, w regionie Normandia, w departamencie Eure.
Według danych na rok 1990 gminę zamieszkiwało 185 osób, a gęstość zaludnienia wynosiła 48 osób/km² (wśród 1421 gmin Górnej Normandii Saint-Denis-des-Monts plasuje się na 716. miejscu pod względem liczby ludności, natomiast pod względem powierzchni na miejscu 781.).